# Wildwasserbahn

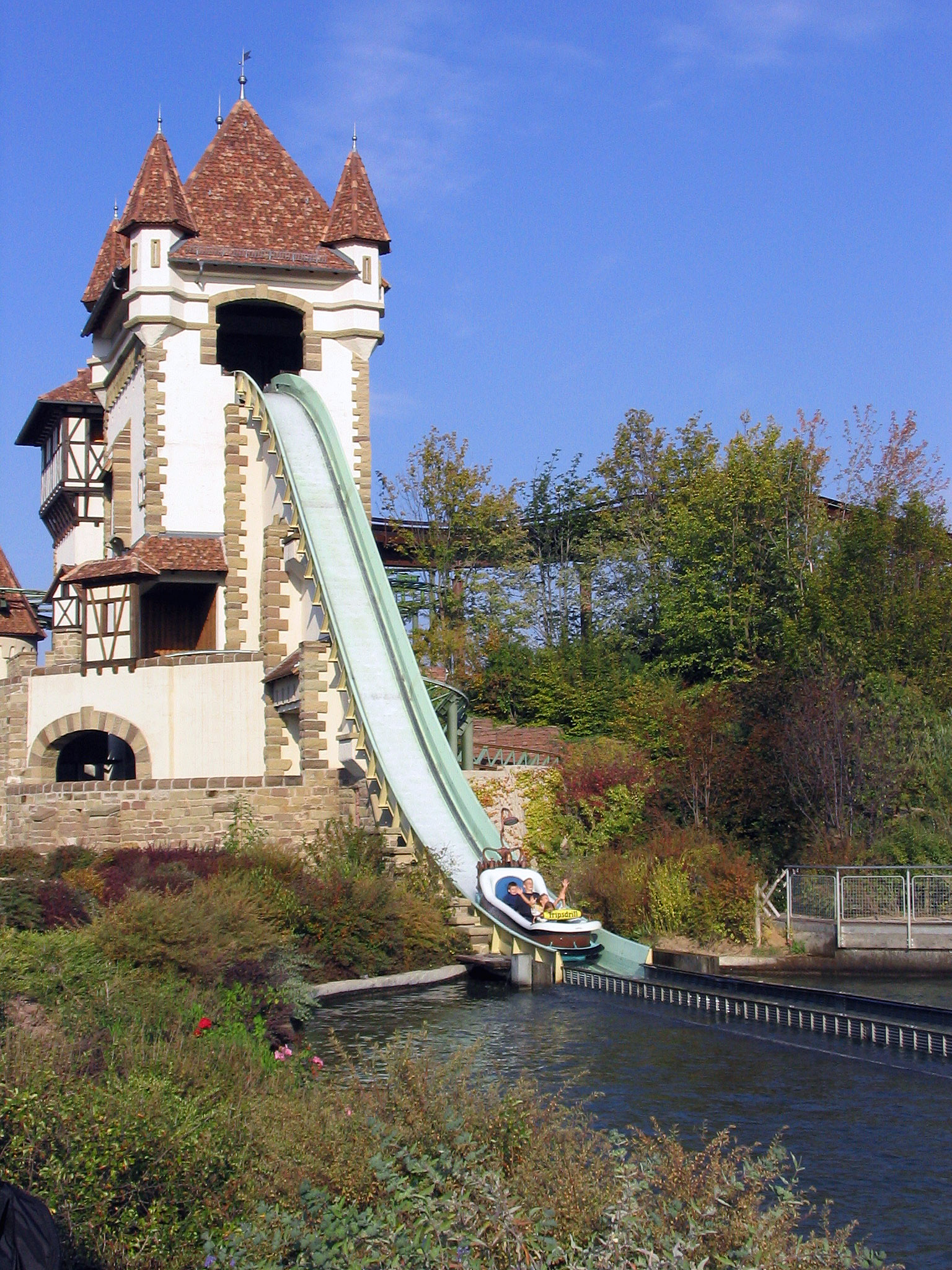
Badewannenfahrt im Erlebnispark Tripsdrill

Eine Wildwasserbahn ist ein Wasser-Fahrgeschäft auf Volksfesten und in Freizeitparks. Das Prinzip ist einer Holzriese nachempfunden, die zum Abtransport von geschlagenen Baumstämmen aus dem Gebirge dienten. Die häufig wie Baumstämme gestalteten Boote schwimmen dabei in Kanälen mit strömendem Wasser und fahren Abfahrten hinunter.

## Geschichte

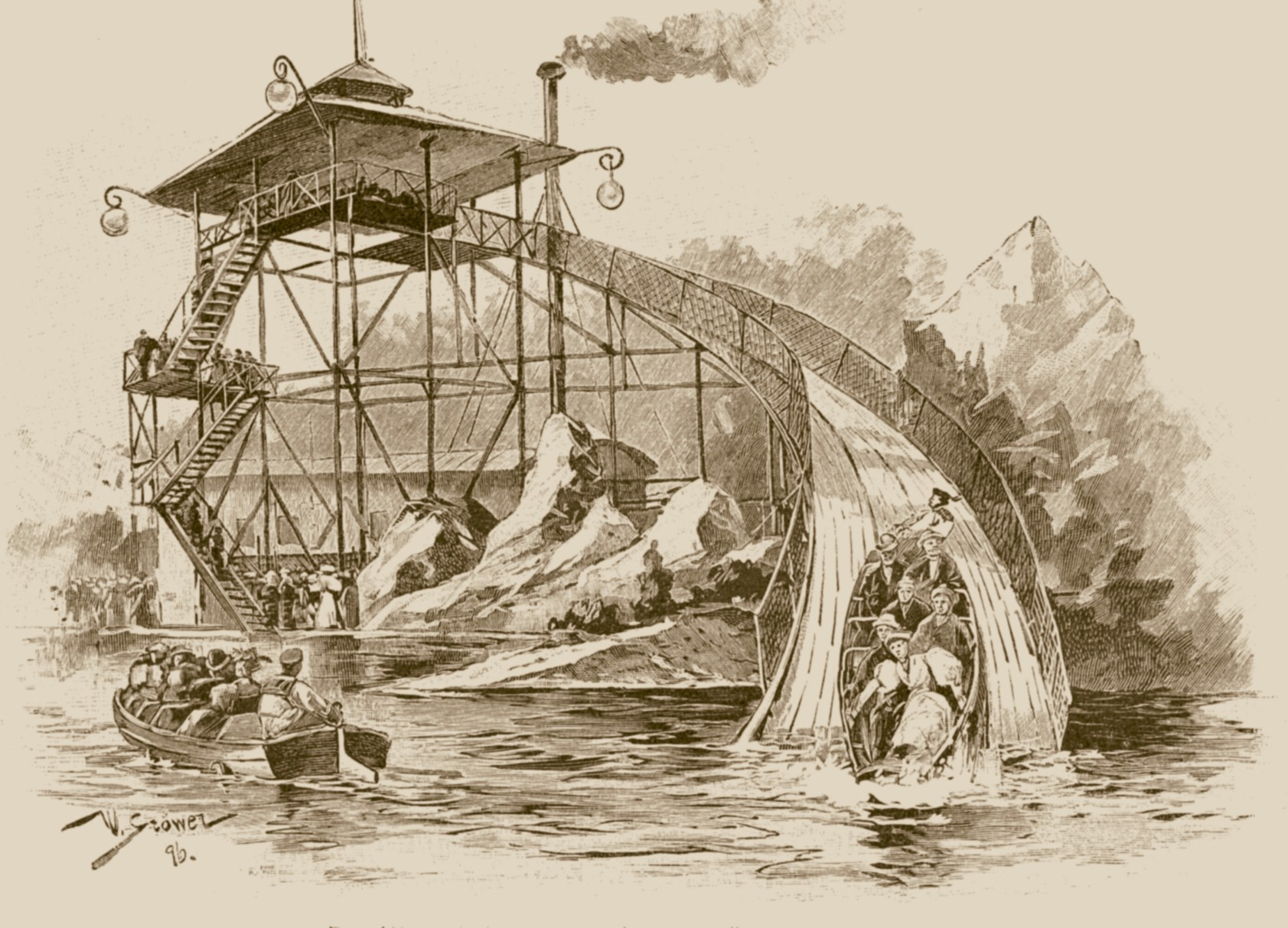
Wasserrutsche anno 1896

Bereits Anfang des zwanzigsten Jahrhunderts gab es in Vergnügungsparks Bootsfahrten mit durch Wasserströmung angetriebenen Booten. Meist waren diese als thematisierte Dark Rides gestaltet.
Die erste stationäre Wildwasserbahn im heutigen Sinne, gebaut von der Firma Arrow, wurde 1963 im Freizeitpark Six Flags Over Texas eröffnet. Entwickelt wurde sie vor allem von Karl Bacon und Ed Morgan. Die erste europäische Bahn entstand 1967 im englischen Vergnügungspark Blackpool Pleasure Beach. In Deutschland wurden die Bahnen von Arrow in Lizenz von der Firma Mack produziert, bis die Firma nach kurzer Zeit eine eigene Variante entwickelte. Das Phantasialand war 1974 der erste deutsche Park der eine Wildwasserbahn präsentierte. Da die Kapazität der in Eigenregie gebauten Bahn nicht mehr ausreichte, wurde sie 1992 in die zwei Bahnen Stonewash und Wildwash Creek aufgespalten. Ende 2011 wurden die beiden Wildwasserbahnen abgerissen, um Platz für Chiapas zu machen, die laut Angaben des Parks die derzeit modernste Wasserbahn ist.
Heute gibt es in fast jedem größeren Freizeitpark eine Wildwasserbahn. So zahlreich wie die Anlagen sind auch die verschiedenen Hersteller.
Neben der weit verbreiteten Gestaltung als Baumstamm gibt es auch Anlagen mit als Badewannen (Erlebnispark Tripsdrill), Hinkelsteinen (Parc Astérix), Fässern (Plopsaland Deutschland), Bobs (Panorama-Park Sauerland) und nach manch anderem gestalteten Booten.

## Transportable Bahnen

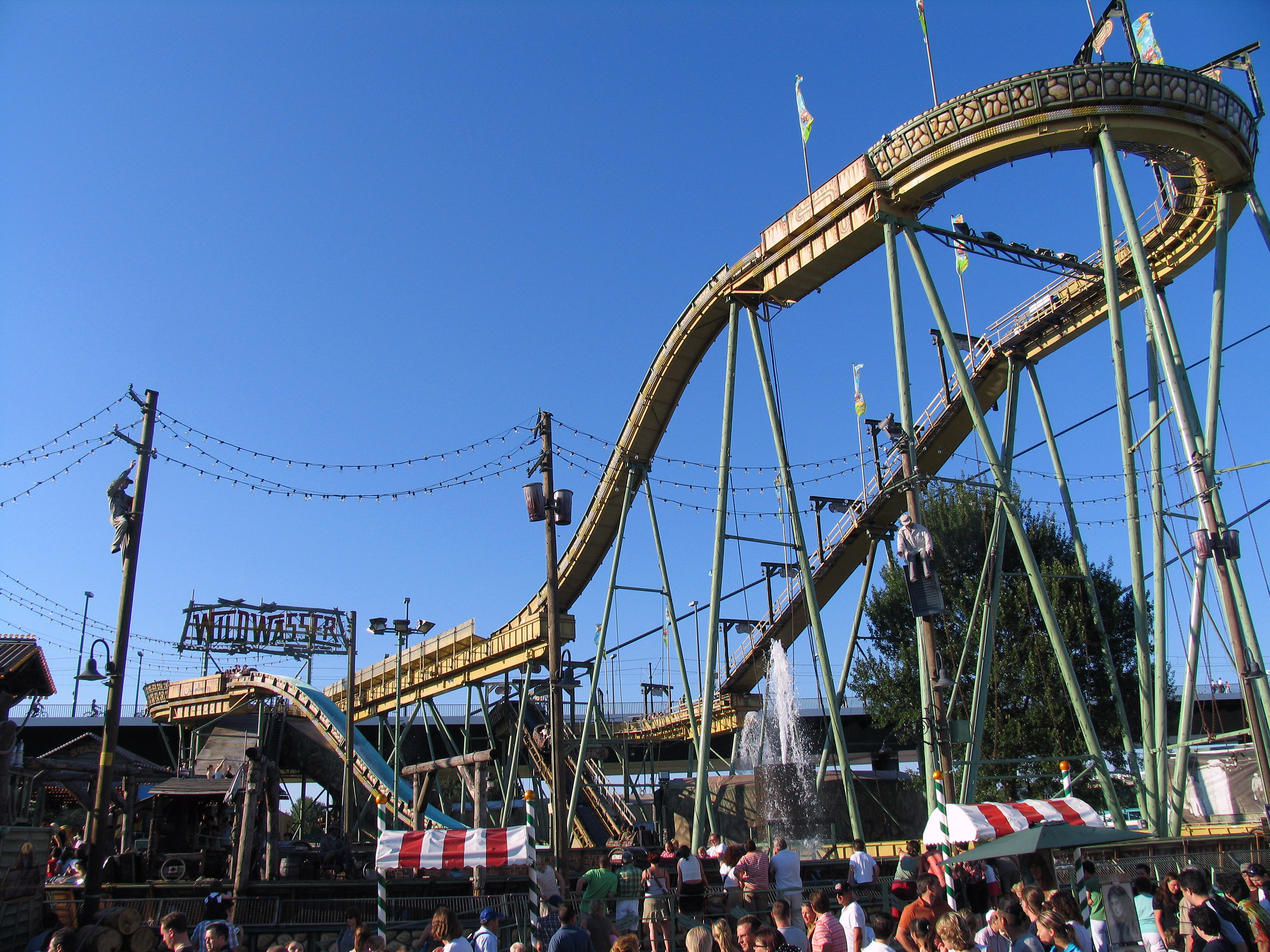
Wildwasser 3 von Joachim Löwenthal auf der Rheinkirmes in Düsseldorf

Neben den stationären Anlagen in Parks wurden ab Anfang der 1980er Jahre auch transportable Bahnen für Volksfeste gebaut.
Den Anfang machte Mack 1982 mit einer Bahn für die Schausteller-Familie Löwenthal. Problematisch war es zunächst die Rinnen abzudichten. Mit wachsender Erfahrung wurde dieses Problem aber behoben. Derzeit reisen in Deutschland acht mobile Anlagen. Die größte transportable Bahn der Welt war die 1992 gebaute Wildwasser 3 des Bremer Schaustellers Joachim Löwenthal.
Sie hat eine Grundfläche von 60 × 40 Metern und eine Höhe von 26 Metern. Das Gesamtgewicht liegt bei 1.000 t. Für den Transport zum Bahnhof werden sogenannte Seitenlader eingesetzt, die auch beim Transport der 60 m Riesenräder verwendet werden. Insgesamt sind 60–65 Bahnwaggons für das Umsetzen der Wildwasserbahn erforderlich. Der Kaufpreis lag 1992 bei 12 Mio. DM.

## Technik

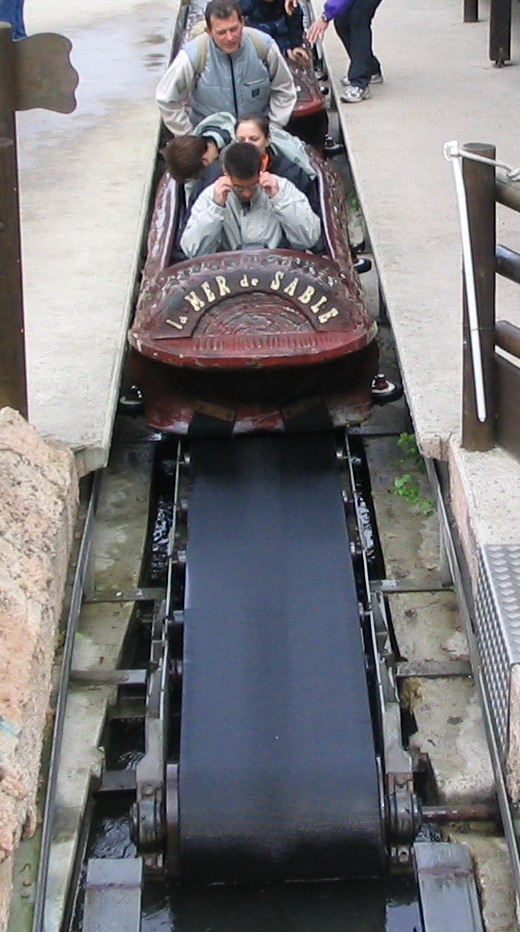
Station der Wildwasserbahn im Mer de Sable, Frankreich

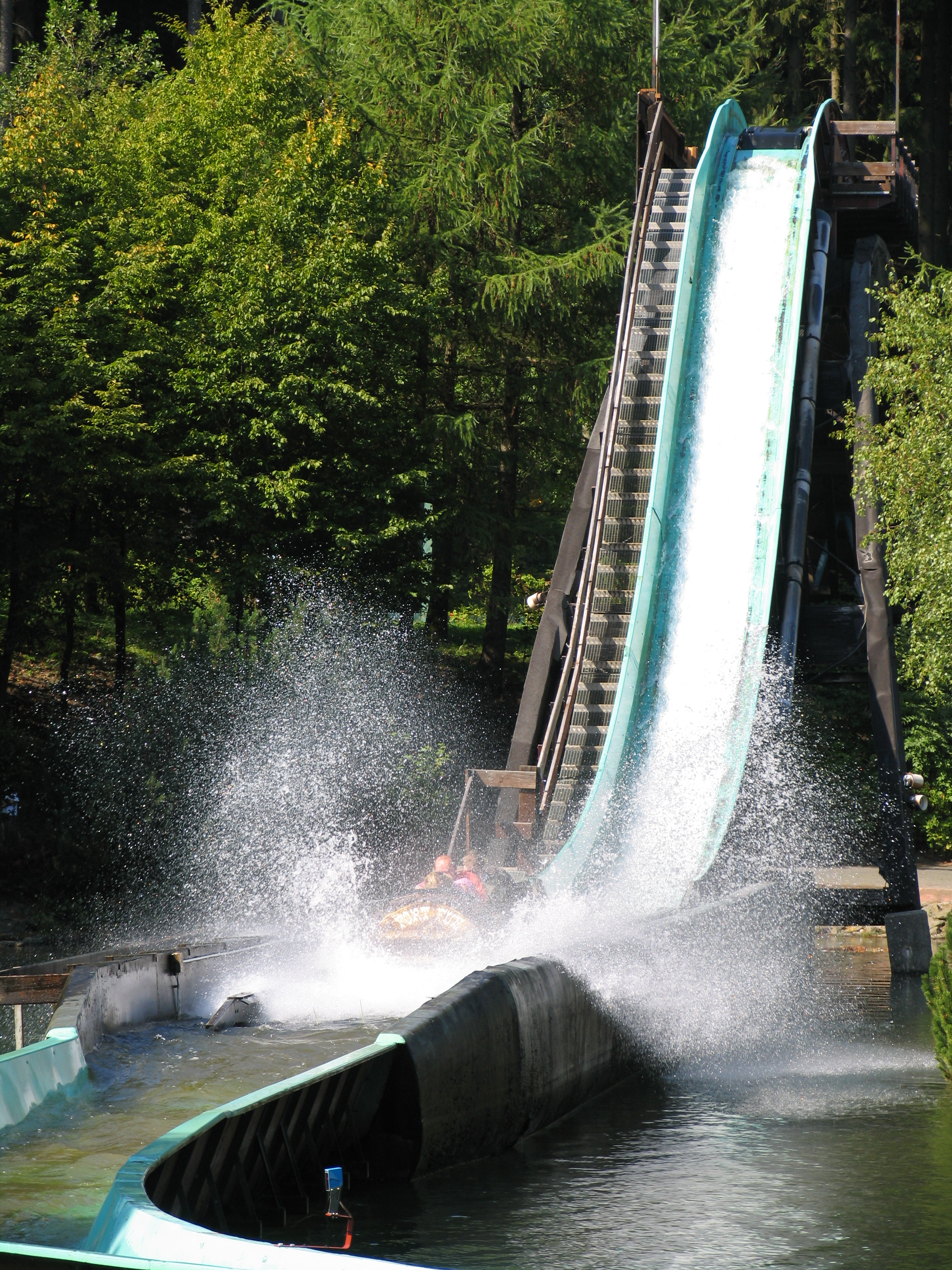
Wildwasserbahn im Fort Fun Abenteuerland

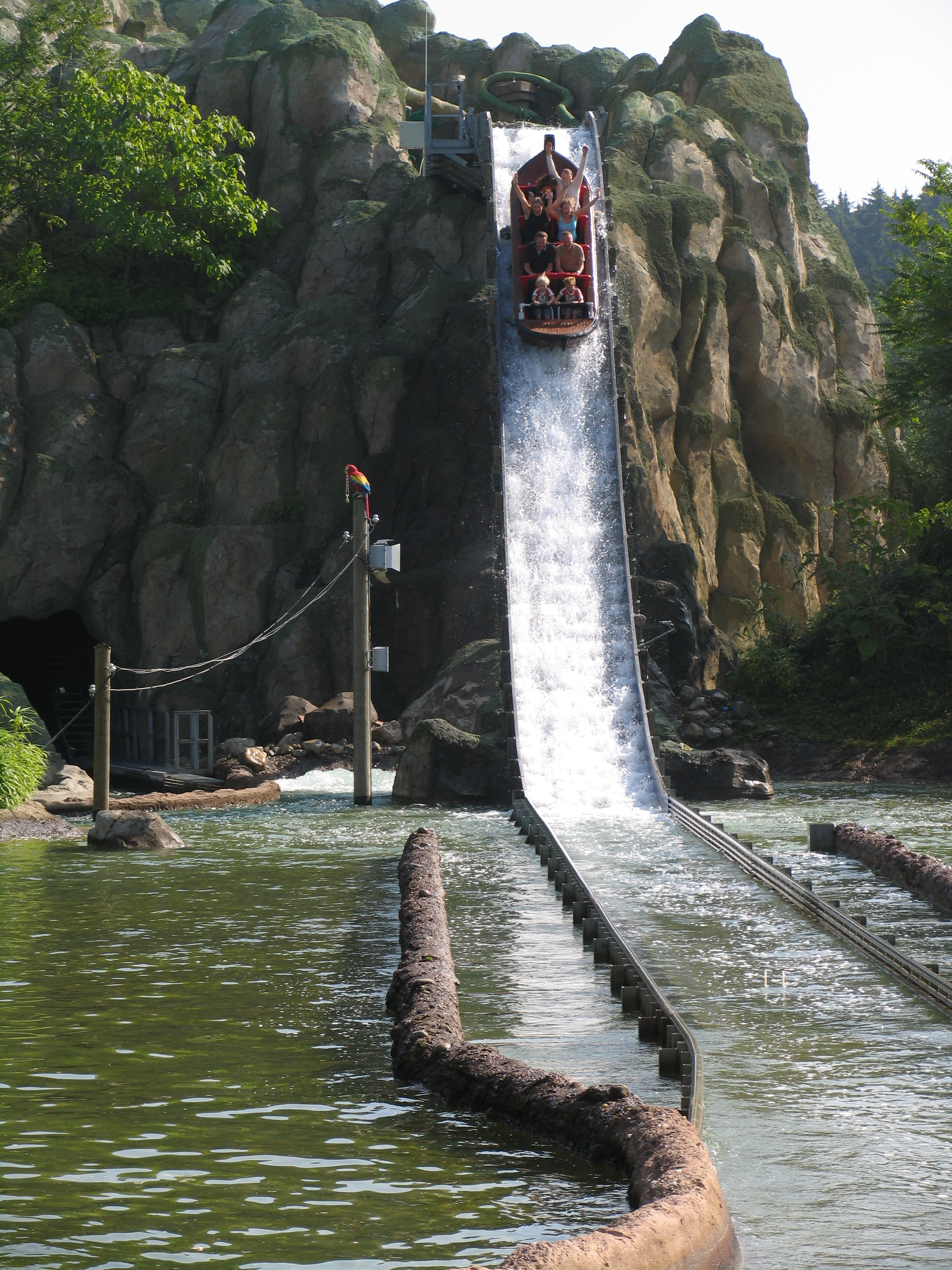
Dschungel X-Pedition im Legoland Deutschland Resort

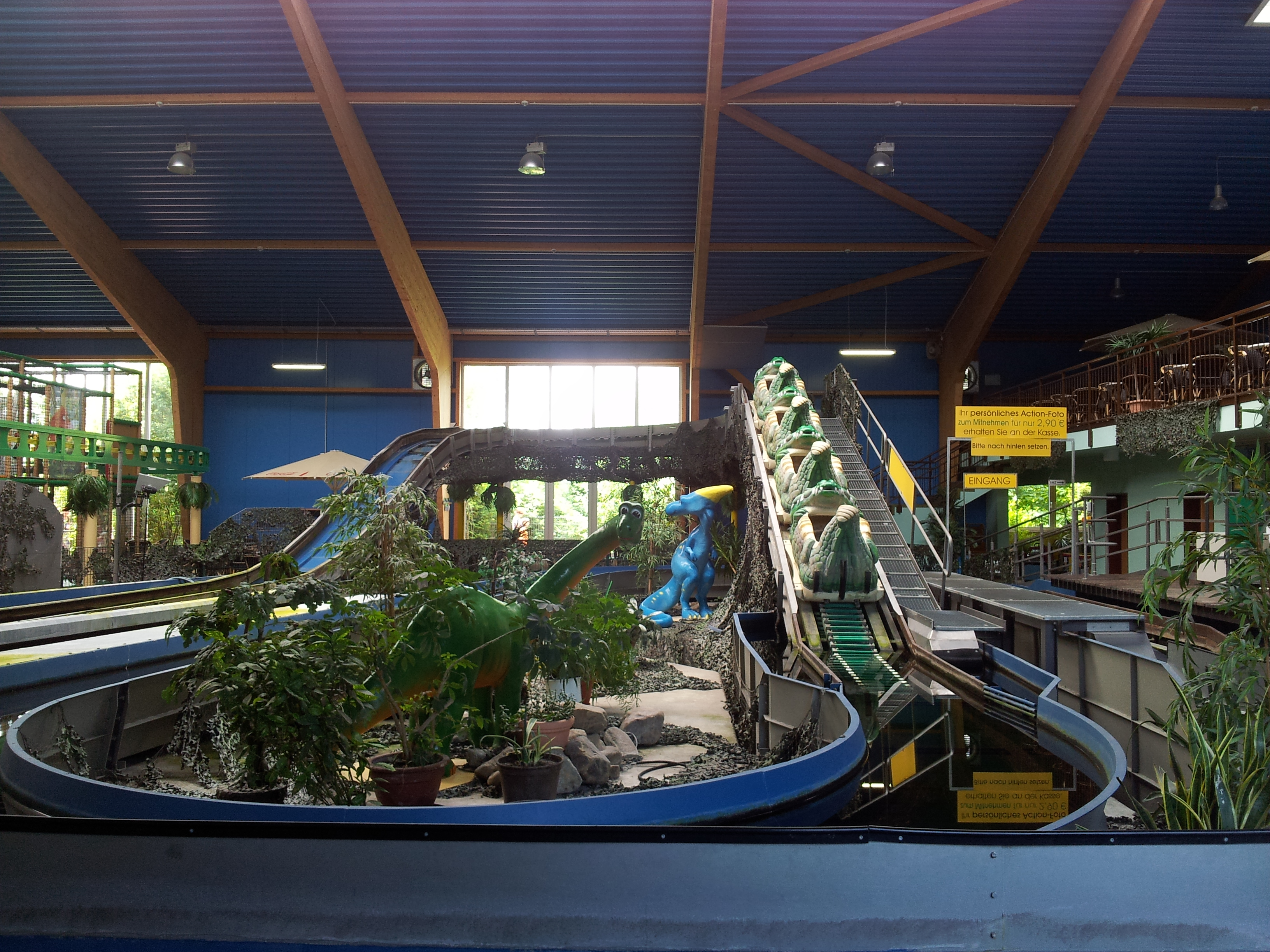
Deutschlands erste Indoor-Wildwasserbahn von abc rides im Rasti-Land

Die Boote schwimmen in häufig aus Kunststoff, aber auch aus Metall oder Beton gefertigten schmalen Kanälen. Durch ein leichtes Gefälle werden sie von der durch Pumpen erzeugten Wasserströmung mitgetragen. Um größere Abfahrten zu ermöglichen, werden die Boote mittels eines elektrisch angetriebenen Liftes auf einer Rampe hochgezogen. Meist werden dabei spezielle Kunststoff- oder Gummiförderbänder eingesetzt. Bei einigen Bahnen kommen auch Kettenlifte zum Einsatz. 
Auf der folgenden, bis zu 20 Meter hohen, Abfahrt rollen die Boote auf am Bootsboden angebrachten Rädern hinab. Erst unten angekommen fahren sie wieder geführt in eine Wasserrinne, wo sie durch den Wasserwiderstand abgebremst werden. 
Durch die auftretende Wasserverdrängung spritzt das Wasser teilweise hoch auf, auch die Fahrgäste können dabei nass werden. Dabei ist der Bug der Boote so geformt, dass möglichst viel Wasser von den Insassen ferngehalten wird und eine optimale, nicht zu abrupt einsetzende Bremswirkung vorhanden ist. Zur Führung in der Rinne sind weitere Räder in horizontaler Laufrichtung unten seitlich montiert.
Einige Wildwasserbahnen verfügen über eine Drehplattform, wodurch die Boote auch rückwärts Abfahrten herunterfahren können. Die Drehscheiben werden auch zur Platzersparnis genutzt, um auf engem Raum Kurven zu vermeiden. Einzelne Exemplare haben sogar Auffahrten, die sie aus eigener Kraft, also nur durch ihre kinetische Energie, bewältigen.
Die Boote sind meist für maximal vier oder sechs in Reihe hintereinander sitzende Personen ausgelegt. Bei diesen Bootstypen gibt es meistens keine Schoßbügel, die Fahrgäste müssen sich an seitlichen Stangen oder Griffen festhalten.
Bei anderen weniger verbreiteten Bootstypen sitzen je zwei Mitfahrer nebeneinander, die Boote haben dann meist vier Reihen für insgesamt acht Personen.
Zum Ein- und Ausstieg kommen verschiedene Stationstypen zum Einsatz. Bei der ältesten, mittlerweile kaum noch gebräuchliche Version, werden die Boote in der Wasserrinne  von vorn unten mit einer Hydraulik leicht angehoben und so am Weiterfahren gehindert. Heute am gebräuchlichsten sind Stationen, in denen die Boote auf einem Förderband langsam vorwärts bewegt werden und die Besucher quasi während der Fahrt einsteigen. Die dritte Variante sind Rundladestationen, ähnlich den bei Stromschnellenfahrten gebräuchlichen, bei denen die Boote synchron zu einer sich drehenden Scheibe schwimmen. Die Fahrgäste steigen über diese Scheibe ein.

## Kinderwildwasserbahn
Da es aus Sicherheitsgründen Auflagen bezüglich Alter und Körpergröße der Mitfahrer gibt, haben einige Hersteller auch Anlagen speziell für Kinder im Programm.
Hier kommen kleinere Boote für maximal drei Kinder oder ein Kind mit einem Erwachsenen zum Einsatz. Auch die Abfahrten sind deutlich niedriger. Die erste Anlage dieser Art in Deutschland ist die Mühlbachfahrt im Erlebnispark Tripsdrill von ABC Engineering mit als Mehlsäcken gestalteten Booten.

## Hersteller (Auswahl)
- ABC Engineering
- Arrow Dynamics
- Bear Rides
- Fabbri Group
- Hafema
- Hopkins
- Intamin
- Interlink
- L&T Systems
- Mack Rides
- Mannesmann Demag
- Reverchon
- SBF Visa Group
- Schwarzkopf GmbH
- SDC
- Soquet
- Van Egdom
- Zamperla Rides